# Латышев, Тимофей Лаврентьевич
Тимофей Лаврентьевич Латышев — советский хозяйственный, государственный и политический деятель.

## Биография
Родился в 1904 году в деревне Терехово. Член ВКП(б).
С 1930 года — на хозяйственной, общественной и политической работе. В 1930—1956 гг. — преподаватель физики, директор индустриального рабфака, заведующий Златоустовского гороно, заместитель председателя исполкома Златоустовского городского Совета депутатов трудящихся, на кафедре огневой подготовки Военно-политической академии им. В. И. Ленина, участник Великой Отечественной войны, заместитель председателя, председатель исполкома Златоустовского городского Совета депутатов трудящихся.
Избирался депутатом Верховного Совета РСФСР 3-го созыва.
Умер в Златоусте в 1970 году.